# 納馬沙區
25°58′S 32°02′E / 25.967°S 32.033°E
納馬沙區（葡萄牙語：Namaacha），是莫桑比克的行政區，位於該國南部，由馬普托省負責管轄，首府設於納馬沙，面積2,196平方公里，2007年人口41,914，人口密度每平方公里19人。